# Blohm & Voss BV 222
El Blohm & Voss BV 222 Wiking (‘vikingo’ en alemán) fue un hidroavión de gran tamaño alemán de la Segunda Guerra Mundial, sus colosales dimensiones solo fueron superadas por el único prototipo del Blohm & Voss BV 238. Propulsado por seis motores, fue diseñado originalmente como transporte comercial, y producido solo en cantidades muy limitadas (13 unidades operativas), siendo una de las mayores aeronaves utilizadas en operaciones durante la guerra, y también el avión de mayor tamaño en destruir una aeronave enemiga durante la Segunda Guerra Mundial (un PB4Y-1 Liberator estadounidense), y asimismo también fue la aeronave de mayor tamaño en ser derribada durante la guerra.[cita requerida]

## Historia y desarrollo
El BV 222 fue diseñado por los ingenieros Richard Vogt y R. Schubert (jefe de aerodinámica e hidrodinámica) en 1936 para la Deutsche Lufthansa y su construcción iniciada en septiembre de 1937 como un hidroavión de gran envergadura para el transporte de pasajeros. El primer prototipo, el BV 222-0 V1 inició su construcción en 1938, siendo motorizado con seis motores BMW de 1000 Hp y voló por primera vez en 1940 como un avión de transporte de carga; sin embargo, la Luftwaffe valorizó tempranamente el prototipo y lo requisó para uso militar e inmediatamente fue modificado para tales fines. El prototipo militar llevaba puertas más anchas que el diseño original para carga de pertrechos militares y voló por primera vez en julio de 1941.
Contaba con dos pisos; en el segundo piso se ubicaba la cabina de pilotaje, el control de navegación y radiocomunicaciones, las literas de la tripulación y en el primer piso estaban ubicados los puestos de ametralladoras y el espacio de carga útil.
Fue destinado a misiones en Noruega, Grecia y Libia. El primer prototipo carecía de armamento defensivo el cual le fue agregado más adelante. Los pontones estabilizadores alares eran retráctiles durante el vuelo de crucero y a algunas unidades posteriores se les incorporaron cohetes de impulsión para el despegue. A pesar de que el fuselaje era de gran eslora, era muy angosto en comparación con sus similares.
El segundo y tercer prototipo, los BV 222A-0 V2 y V3 respectivamente fueron motorizados de igual manera que el primero; fueron armados con ametralladoras de 13 mm ubicadas en góndolas (V2) sobre las alas y de 7,9 mm en el extremo de la proa (V3), ambos fuero destinados en septiembre de 1941 a Noruega y el Mediterráneo. Ninguno de los BV 222 fabricados era exactamente igual que el otro, diferenciándose en la disposición del armamento y equipamiento electrónico.
A continuación, se construyeron 5 unidades denominadas Wiking BV 222A-0 V4 al V8 que fueron equipados con motores diésel Jumo 207C y luego otros cinco aparatos denominados BV 222C V9 hasta el V13. Los aparatos V6 y V8 fueron derribados en 1942 por aviones de la RAF por, lo que se decidió que a los BV 222 se los dotara de radar de búsqueda delantera FuG 200 Hohentwiel y un radar de cola denominado FuG 216, y pasaran a misiones nocturnas con base en Biscarosse, formando un grupo de combate denominado «Aufklarungs Staffel See 222» que operó con relativo éxito en labores de patrulla marítima en el Mediterráneo y el Báltico. Las unidades V3 y V5 resultaron destruidas en esta base en 1943.
Las unidades supervivientes fueron destinadas para operaciones de abastecimiento a submarinos en el Atlántico profundo y se asimiló al grupo de logística llamado 1.F/Seeaufklarungs. Al final de la guerra, de las 13 unidades producidas solo sobrevivieron 4 las cuales fueron capturadas intactas, tres en Francia y una en Trondheim, Noruega. Una de ellas resultó destruida en octubre de 1945 por error de pilotaje. Dos unidades fueron enviadas a Estados Unidos y la otra a Inglaterra.

## Especificaciones (BV 222C)
Referencia datos: War Planes of the Second World War : Volumen 5.

### Características generales
- Tripulación: De 11 a 14
- Capacidad: 92 soldados
- Longitud: 37 m
- Envergadura: 46 m
- Altura: 10,9 m
- Superficie alar: 255 m²
- Peso vacío: 30.715 kg
- Peso cargado: 45.683 kg
- Peso máximo al despegue: 49.100 kg
- Planta motriz: 6× Motor diésel en línea Junkers Jumo 207C.
  - Potencia: 746 kW 1000 HP cada uno.
- Hélices: 1× Tripala por motor.Un BV 222 BV222 capturado en Trondheim, Noruega.

### Rendimiento
- Velocidad máxima operativa (Vno): 390 km/h (a 5.000 m)
- Velocidad crucero (Vc): 304 km/h (a nivel del mar)
- Alcance: 6.100 km
- Techo de vuelo: 7300 m
- Régimen de ascenso: 2,4 m/s

### Armamento
- Ametralladoras: 5× MG 131 de 13 mm, una en el morro.

- Cañones: 3× MG 151/20 de 20 mm, uno en una torreta de popa y los otros dos en sendas torretas alares.

### Aeronaves similares
- Blohm & Voss BV 238
- Consolidated PB2Y Coronado
- Kawanishi H8K
- Martin JRM Mars
- Short Shetland

### Secuencias de designación
- Sistema de designación aeronaves del RLM: ← Hs 217 · He 219 · He 220 · BV 222 · Fa 223 · Fa 224 · Ao 225 →

### Listas relacionadas
- Anexo:Aeronaves militares de Alemania en la Segunda Guerra Mundial
- Anexo:Hidroaviones y aviones anfibios